# Honda CB 750 Nighthawk

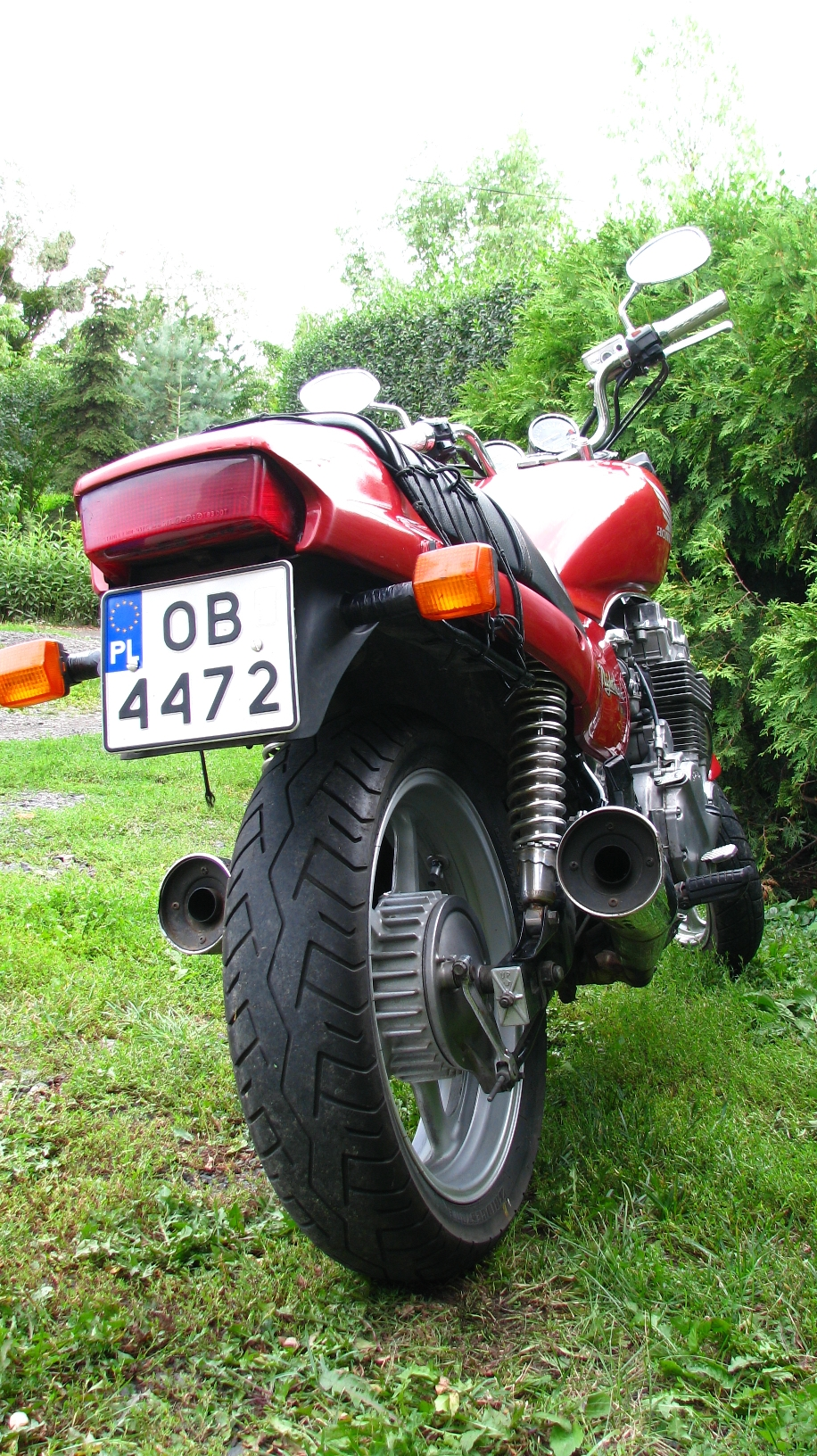
Honda CB750 Nighthawk z 1992

CB 750 Nighthawk – motocykl produkowany od 1982 do 2003 roku przez Hondę. Silnik Nighthawka to czterosuw chłodzony olejem o pojemności 747ccm z 5-biegową skrzynią biegów, jedną tarczą hamulcową z przodu i hamulcem bębnowym z tyłu. Moc produkowanych modeli wynosiła 73 KM. 
Nighthawk to motocykl typu naked bike z mocno wyeksponowanym silnikiem, dwoma polerowanymi rurami wydechowymi oraz dużym okrągłym reflektorem.

## Historia modelu
Honda CB 750 Nighthawk została zaprezentowana w Stanach Zjednoczonych pierwszy raz w 1991 roku. Honda ta początkowo produkowana była w trzech wersjach CB450SC, CB650SC i CB750SC. CB750SC Nighthawk zapoczątkował model z napędem łańcuchowym, silnikiem 16-zaworowym, DOHC, rzędowym, czterocylindrowym. Wykorzystano to przy budowie silnika CB750, ale wszystko inne odnowiono i przebudowano. Od 1997 roku Honda zmieniała malowanie kół i silnika na czarno.

## Dane techniczne
- Typ silnika:	            Chłodzony powietrzem i olejem, 4-suwowy, 4-cylindrowy
- Układ: 				4-cylindrowy, rzędowy,
- Rozrząd: 			DOHC, 4 zawory na cylinder
- Pojemność: 			747 cm³
- Średnica x skok tłoka: 		67 x 53 mm
- Stopień sprężania: 		9,3:1
- Układ zasilania: 		cztery gaźniki Keihin 34 mm
- Max. moc: 			73 KM przy 8500 obr./min
- Max. moment obrotowy: 		62 Nm przy 7500 obr./min
- Pojemność miski olejowej:       3,0l
- Układ zapłonowy:             	Sterowany komputerowo cyfrowy tranzystorowy z elektronicznym wyprzedzeniem
- Rozrusznik: 			Elektryczny
- Skrzynia biegów: 		5-biegowa
- Przeniesienie napędu: 		Łańcuch pierścieniowy Nr 525
- Wymiary (dł. x szer. x wys.): 	2170 x 765 x 1100 mm
- Rozstaw osi: 				1505 mm
- Wysokość siedzenia:		 	790-800 mm
- Prześwit: 				140 mm
- Pojemność zbiornika paliwa: 	18 litrów (w tym 3 litra rezerwy)
- Masa pojazdu w stanie suchym: 	210 kg (226 kg gotowy do jazdy)
- Koło przednie: 	18M/C x MT3.50 Podwójny 6-szprychowy odlew aluminiowy o profilu w kształcie U
- Koło tylne:	17M/C x MT5.00 Podwójny 6 szprychowy odlew aluminiowy o profilu w kształcie U
- Opony przednie: 			110/80 ZR18M/C (58H)
- Opony tylne: 				140/70 ZR17M/C (66H)
- Zawieszenie przednie: 		41-milimetrowy widelec teleskopowy, skok 140 mm
- Zawieszenie tylne: 	Amortyzator typu TwinShock z 7-stopniową regulacją napięcia wstępnego, skok 125 mm
- Hamulce przednie: 	Tarczowe (jedna tarcza 316 mm)
- Hamulce tylne: 	Bębnowe 160 mm
- Rama: 	Typu Mono-backbone (centralna belka nośna); z rur stalowych o profilu prostokątnym
- Wyprzedzenie: 			117 mm
- Przyspieszenie 0-100 km/h: 4,5 s
- Prędkość maksymalna: 193 km/h[3]